# Afstemningen i Flensborg
|  | Denne artikel er oprettet af botten Steenthbot ud fra en ekstern database. Den kan derfor have sproglige fejl eller mangler. Denne skabelon kan fjernes efter kontrol af indholdet. |

Afstemningen i Flensborg er en dansk dokumentarisk optagelse fra 1920.

## Handling
Afstemningen i Flensborg den 14. marts 1920. De stemmeberettigede rejser fra København i øsende regn. Ankomst i Flensborg. Den engelske admiral Shepphard. Indgang til afstemningslokalerne. Engelsk vagtpost ved den tyske ørn. Højtidelighed på Flensborg kirkegård - kransenedlæggelse for de faldne fra 1864. Hjemrejse.